# Gaara
Gaara (我愛羅?), noto anche come "Gaara del Deserto" (砂瀑の我愛羅?, Sabaku no Gaara), è un personaggio della serie anime e manga Naruto, scritta e disegnata da Masashi Kishimoto.
Nella prima parte della storia è uno degli antagonisti principali, mentre nella seconda - dopo essersi redento grazie all'aiuto del protagonista - diviene il Quinto Kazekage (五代目風影?, Godaime Kazekage) del Villaggio della Sabbia.

## Il personaggio

### Creazione e sviluppo
Quando ideò Gaara, Kishimoto desiderava creare un personaggio che fosse l'esatto contrario di Naruto ma che allo stesso tempo avesse con questo delle caratteristiche in comune: entrambi infatti sono (o sono stati) forze portanti e hanno avuto un passato oscuro che li ha costretti a vivere in solitudine; per differenziare Gaara, tuttavia, l'autore ha reso il personaggio freddo, silenzioso e sadico.
Il design iniziale di Gaara era progettato per assomigliare a Tanuki, poiché Kishimoto pensava potesse essere un buon rivale per Naruto e per la Volpe; i vestiti di Gaara sono stati più volte cambiati dall'autore che, inizialmente, fece fatica a disegnarli. Il secondo vestito serviva a mostrare il cambiamento del rapporto tra Gaara e Naruto: fonte di ispirazione sono gli abiti del film Matrix che Kishimoto considera uno dei suoi film preferiti. Tra Kankuro, Temari e Gaara, il vestito di quest'ultimo rimane senza dubbio il migliore per l'autore.
Per approfondire il passato oscuro di Gaara, Kishimoto è stato costretto a rivedere alcuni capitoli e ampliarli in modo da far capire ai lettori la mentalità del personaggio e le cause della sua personalità.

### Personalità

L'ideogramma sulla fronte di Gaara (愛: Ai, cioè "Amore").

Gaara è un ragazzo molto silenzioso e riflessivo che viene emarginato da tutti perché gli abitanti del suo villaggio vedono il Demone Tasso sigillato in lui come una maledizione: la sua infanzia presenta dunque molte analogie con quella di Naruto, sebbene Gaara abbia sempre terrorizzato i suoi compagni a causa dei suoi poteri. L'unica persona con cui ha avuto un rapporto è suo zio Yashamaru; egli, però, tradisce la sua fiducia cercando di ucciderlo per poi rivelargli di non aver mai tenuto a lui e di averlo anzi sempre odiato perché la sua nascita ha portato alla morte di sua sorella, che anche quest'ultima lo odiava perché la sua nascita l'avrebbe uccisa e che la sabbia che lo protegge non è altro che il potere del demone tasso che, grazie ad una maledizione della madre, avrebbe fatto in modo di proteggerlo finché non avesse distrutto sé stesso e l'intero villaggio. Dopo essersi reso conto che nessuno lo aveva né lo avrebbe mai amato, Gaara utilizzò la sua sabbia per imprimersi sulla fronte una cicatrice rassomigliante al kanji che significa "Amore", per ricordarsi che sarebbe sempre stato "un Asura (cioè un demone) che ama solo se stesso". Da quel momento togliere la vita alle altre persone, esattamente come queste lo avevano privato dell'amore, diviene l'unica azione capace di farlo sentire vivo e con una ragione per vivere.
Dopo la sconfitta per mano di Naruto, Gaara capisce i suoi errori e decide di farsi accettare dagli abitanti del suo villaggio diventando il nuovo Kazekage: sviluppa così un'indole gentile e affidabile, grazie alla quale riesce a vincere l'iniziale diffidenza dei suoi concittadini e migliora enormemente anche il rapporto con i fratelli Kankuro e Temari.

## Storia
Gaara è il figlio del Quarto Kazekage e fratello minore di Temari e Kankuro. Quand'era ancora nel grembo materno venne sigillato in lui il Demone Tasso per ordine del padre grazie ad una tecnica della vecchia Chiyo; poiché era necessario un sacrificio venne scelta la madre di Gaara, Karura, la quale prima di morire maledisse il villaggio e suo figlio, sperando però che un giorno l'avrebbe vendicata, e chiese alla sabbia di proteggerlo.
Cresciuto nella più totale solitudine Gaara si affeziona solo a suo zio Yashamaru, ma quando quest'ultimo tenta di ucciderlo capisce che nessuno lo amerà mai: per i seguenti sei anni il giovane rimane l'obiettivo di molti sicari mandati dal Quarto Kazekage, ma riesce a salvarsi ogni volta. Successivamente si scoprirà che Yashamaru aveva sempre amato Gaara e che, nel momento della sua morte, aveva mentito al ragazzo per ordine del Quarto Kazekage, che intendeva mettere alla prova il figlio per fargli controllare il Demone Tasso; Gaara scoprirà, inoltre, che la persona che Yashamaru odiava non era lui ma suo padre perché responsabile del confinamento di Shukaku nel grembo di sua sorella, la quale anch'essa aveva voluto bene al figlio prima di morire.
Gaara partecipa agli esami di selezione dei Chunin uccidendo parecchi avversari; nella seconda prova elimina il team Shigure, sconfigge Rock Lee rendendolo temporaneamente inabile al mestiere di ninja, uccide Dosu e infine si scontra con Sasuke Uchiha, battaglia che però che non si conclude a causa dell'invasione del Villaggio della Foglia da parte dei villaggi della Sabbia e del Suono. Dopo essersi trasformato nel Demone Tasso affronta prima Sasuke in un breve duello e in seguito Naruto e Gamabunta, che riescono a batterlo: Gaara capisce quindi i suoi sbagli, si pente e fugge dal villaggio con Temari e Kankuro.
Riappare in aiuto dei ninja della Foglia contro il Quartetto del Suono salvando Rock Lee da Kimimaro e iniziando un duro scontro con quest'ultimo che vedrà Gaara vincitore: Kimimaro infatti muore un istante prima di dare il colpo di grazia all'avversario, non solo per la sua malattia ma anche per la fatica del combattimento e per aver consumato tutto il suo chakra. Divenuto il Quinto Kazekage, Gaara riappare affrontando Deidara, membro dell'Organizzazione Alba, venendo sconfitto poiché impegnato contemporaneamente nel duello e nei tentativi di salvataggio del Villaggio della Sabbia dalle bombe di Deidara stesso; ucciso dall'organizzazione a causa dell'estrazione forzosa dal suo corpo del demone, viene resuscitato dalla vecchia Chiyo, che si sacrifica per lui utilizzando una tecnica di resurrezione che scambia la vite, e da Naruto, che offre una parte del suo chakra per la tecnica.
Gaara riappare successivamente durante il summit dei Kage nel Paese del Ferro decidendo di proteggere Naruto e Killer Bee da Alba la quale, comandata da Tobi, dichiara guerra alle Cinque grandi nazioni: viene quindi deciso di formare una grande alleanza con un esercito comune e Gaara viene insignito del doppio titolo di Comandante generale e di generale della quarta divisione (reparto combattimento a lunga distanza). Durante la guerra combatterà contro suo padre, il Secondo Mizukage e il Terzo Raikage, riportati in vita dalla Tecnica della resurrezione impura dai Kabuto Yakushi, e in questo modo avrà modo di sapere la verità dal genitore: sua madre lo amava veramente (non morì infatti come vittima sacrificale ma perché Gaara nacque prematuro e questo, unito alla tecnica di sigillo per confinare nel suo corpo Shukaku, fece crollare il fisico della donna) e la sabbia lo protegge perché è l'incarnazione dell'amore di sua madre; il Quarto Kazekage decise tuttavia di nascondere la verità e architettò insieme a suo zio l'attentato alla sua vita per accertarsi che fosse in grado di sopportare il dolore derivante dall'essere una forza portante.
Dopo essere riuscito a sigillare suo padre e il Secondo Mizukage, Gaara affronterà con Onoki e Naruto Madara Uchiha, ma verrà sconfitto insieme agli altri Kage; successivamente giungerà Orochimaru in soccorso di Tsunade e assieme al Sannin i Kage si recano sul campo di battaglia principale in cui combatte il resto dell'alleanza contro Madara e Obito, divenuto forza portante del decacoda. Dopo che Madara estrae Kurama dal corpo di Naruto, Gaara soccorre l'amico e lo porta da Minato affinché gli salvi la vita; in seguito verrà soggiogato come tutti gli altri dallo Tsukuyomi infinito (sognando di essere di nuovo bambino, di avere una famiglia felice in cui sua madre non è mai morta e suo padre gli ha voluto sempre bene amandolo e di poter giocare con Naruto come amico d'infanzia tutti i giorni in quanto era il sogno che aveva sempre sperato di avere nella sua vita piena di dolore e sofferenza), che verrà poi sciolto da Naruto e Sasuke.
Alcuni anni dopo la fine della guerra Gaara è ancora il Kazekage e si reca insieme a Kankuro al nuovo summit al Villaggio della Foglia; nello spin-off Boruto: Naruto Next Generations viene rivelato che ha adottato tre figli: Yodo, Araya e Shinki.

## Capacità ninja

La giara di sabbia utilizzata da Gaara nella serie.

Gaara si presenta fin da subito come un ninja dalle notevoli abilità dotato per di più della capacità di controllare la sabbia, che trasporta sulla schiena all'interno di un grosso otre, visto che in lui è sigillato il Demone a una coda. La tecnica distintiva di Gaara è il Funerale del deserto (砂瀑送葬?, Sabaku Sōsō), che consiste nel ricoprire l'avversario con la sabbia per poi stritolarlo con una pressione tale da fare in pezzi la vittima.
La sabbia, tuttavia, ha soprattutto funzione difensiva e le protezioni che offre a Gaara sono strutturate su più livelli:
- la prima difesa è costituita dallo Scudo di Sabbia (砂の盾?, Suna no Tate), che lo difende da qualsiasi attacco indipendentemente dalla volontà di Gaara e con un basso consumo di chakra[25]. Questa tecnica rappresenta l'incarnazione della volontà di sua madre e si adegua alla violenza del colpo potendo variare la sua densità. Nonostante sia un'ottima difesa, lo Scudo di Sabbia inizialmente può essere aggirato da attacchi molto veloci come il taijutsu di Rock Lee, ma nella seconda parte è divenuto molto più veloce tanto che persino un attacco pressoché istantaneo come l'Amaterasu viene intercettato dalla sabbia.
- il secondo livello è costituito dall'Armatura di Sabbia (砂の鎧?, Suna no Yoroi), che consiste in uno strato di sabbia che ricopre il suo intero corpo. L'armatura, però, ha più punti deboli rispetto allo scudo: essendo una tecnica volontaria consuma molto chakra e la sua pesantezza rallenta i movimenti di Gaara[26].
- in casi disperati Gaara ricorre alla Difesa Assoluta: Scudo della Reliquia (最硬絶対防御・守鶴の盾?, Saikō Zettai Bōgyo: Shukaku no Tate), una replica di sabbia del Demone grande circa il doppio di Gaara composta dai minerali più duri presi dal terreno circostante. Questi minerali vengono compressi tra loro con il chakra, formando una barriera finora mai violata.
- Gaara utilizza inoltre la sfera di sabbia, dotata di enorme densità e resistenza e che racchiude interamente il suo corpo[27].

Sin dall'infanzia Gaara spesso perde il controllo delle proprie azioni e ciò fa in modo che il demone racchiuso in lui lo muti fisicamente, trasformandolo in una versione semi-umana del demone tasso coprendosi di sabbia: mentre è in questa forma Gaara ottiene un'immensa forza e resistenza, nonché l'abilità di usare shuriken di sabbia e quella di allungare i suoi arti di sabbia a fine di usarli come elastici per potersi lanciare velocemente a ridosso del suo bersaglio. In situazioni disastrose, Gaara può trasformarsi completamente nel Tasso e, diversamente dalla versione precedente, Gaara controlla la replica dall'interno rimanendo al sicuro dagli attacchi nemici; mentre è in questa forma può anche liberare lo spirito del demone, consentendogli di usare la sua vera potenza. Per fare questo Gaara deve emergere dalla replica posizionandosi sulla testa e cadere in un profondo sonno forzato; una volta liberato, il demone tasso può attaccare usando tutte le sue tecniche originali. Dal momento che Gaara sporge dalla testa della bestia, però, può essere facilmente risvegliato con la forza, nel qual caso lo spirito del demone viene ancora una volta soppresso.
Nonostante l'estrazione forzosa del demone tasso ad opera dell'Organizzazione Alba, l'abilità di Gaara di controllare la sabbia sembra rimanere intatta, anzi nel tempo vengono migliorate dal Kazekage tanto che, nel corso della Quarta guerra ninja, dopo aver sconfitto suo padre diviene in grado anche di usare la sabbia dorata. Assieme al Susano'o la sua difesa è probabilmente la migliore del mondo ninja.

## Altri media
Gaara è uno dei personaggi più presenti in Naruto, sia nel manga che nell'anime. Appare anche in alcuni film; nel terzo film della serie Gekijōban Naruto: Daigekitotsu! Maboroshi no chitei iseki dattebayo in cui aiuta i suoi compagni a sconfiggere il nemico di turno. Gaara appare anche nel terzo OAV dove, insieme a tutti i protagonisti, partecipa ad un torneo nel Villaggio della Foglia, perdendo contro Naruto.
Gaara appare anche in molti videogame tra i quali la serie di Naruto: Clash of Ninja e la serie di Naruto: Ultimate Ninja.
Nel videogioco Naruto: Clash of Ninja, Gaara fa la sua prima apparizione con l'aspetto della seconda serie.
Compare anche nel videogioco crossover Jump Force.